# Bélides
Dans la mythologie grecque, les Bélides sont les descendants du roi Bélos d'Égypte; sont ainsi concernés notamment les Danaïdes, Lycnée, Palamède, et plusieurs rois d'Argos, descendants de princes grecs portant eux-mêmes le nom de « Bélos ».

## Source
Cet article comprend des extraits du Dictionnaire Bouillet. Il est possible de supprimer cette indication, si le texte reflète le savoir actuel sur ce thème, si les sources sont citées, s'il satisfait aux exigences linguistiques actuelles et s'il ne contient pas de propos qui vont à l'encontre des règles de neutralité de Wikipédia.